# Ključnica
Ključnica (latinsko clavicula) je kost, ki ima obliko zelo razpotegnjene črke S in poteka od ročaja prsnice do lopatice. Na ključnici opisujemo telo (corpus) in dva konca. Medialni konec je prsnični, stranski pa lopatični. Prsnični konec je zadebeljen in ima sklepno ploskev (facies articualris sternalis) za stik s prsnico. Na stranskem koncu se nahaja sklepna ploskev (facies articularis acrominalis) za sklep s kolčico lopatice. Na spodnji stran lopatičnega konca se pripenja močna vez (ligamentum coracoclaviculare).